# Слатіна-над-Бебравою
Слатіна-над-Бебравою — село в окрузі Бановці-над-Бебравою Банськобистрицького краю Словаччини. Станом на грудень 2015 року в селі проживало 429 людей.

## Географія
Протікає Требіхавський потік.

## Населення
| Рік:            | 1994. | 2004.   | 2014.    | 2024.   |
| --------------- | ----- | ------- | -------- | ------- |
| Кількість осіб: | 526   | 505     | 435      | 456     |
| Різниця:        |       | -3,99 % | -13,86 % | +4,82 % |

| Рік:            | 2023. | 2024.   |
| --------------- | ----- | ------- |
| Кількість осіб: | 452   | 456     |
| Різниця:        |       | +0,88 % |